# 앤드류 애도니스

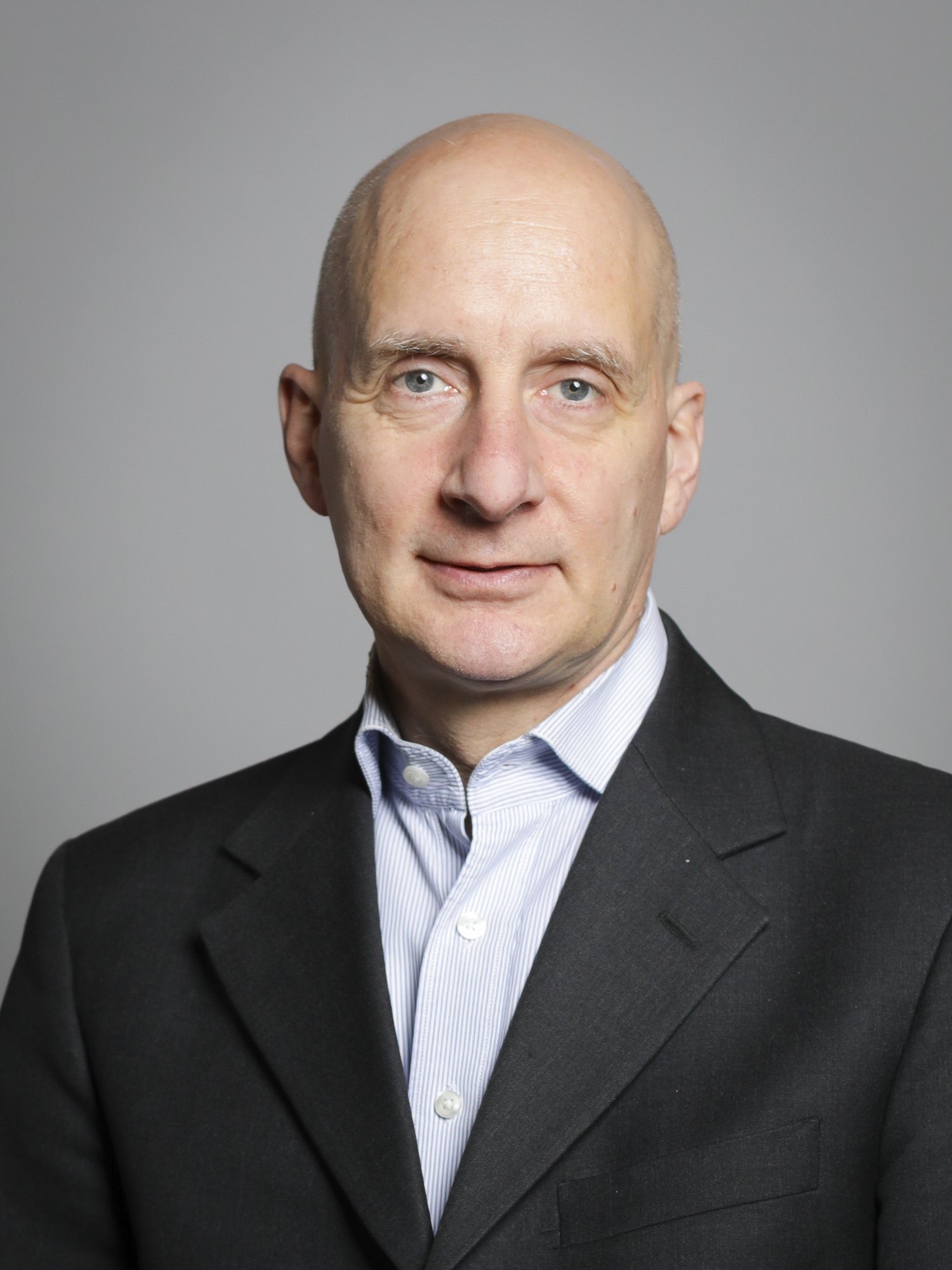
앤드류 애도니스

앤드류 애도니스 (Andrew Adonis, Baron Adonis, 추밀원, 개명 전 앤드리아스 애도니스, Andreas Adonis, 1963년 2월 22일~)는 영국의 정치인이자 기자이다. 영국 노동당 출신으로 제3대 블레어 내각과 브라운 내각에서 장관직을 역임했다. 2009년부터 2010년까지 영국 교통장관을 지냈으며, 2015년부터 2017년까지는 국가기반시설위원장을 지냈다. 2019년부터 2021년까지 유로피언 무브먼트 UK의 부대표였으며 지금은 대표로 있다. 이와 함께 《뉴 유러피언》의 칼럼니스트로 활동 중이다.
1963년 태어난 애도니스는 옥스퍼드 대학교에서 강사로 있다가 《파이낸셜 타임스》, 《옵서버》 등에서 기자로 활동했다. 이후 1998년 토니 블레어 정권 시절 총리 산하 정책수립기관인 10번지 정책부의 헌법, 교육 부문 자문위원으로 임명되었다. 2001년에는 10번지 정책부 총괄자로 임명되었으며 2005년에는 일대귀족으로 임명됨과 동시에 영국 교육 부장관직에 올랐다. 2007년 고든 브라운 총리 취임 이후로도 교육장관을 역임하다 2008년 교통 부장관이 되었다. 2009년에는 교통장관에 임명되어 내각 인사가 되었으며, 2010년까지 재직하였다.
정치 경력 외에도 애도니스는 폴리시 네트워크의 이사회 위원을 맡는 등 싱크탱크 기관 참여 경력이 있으며, 영국 계급제도나 인두세의 도입, 빅토리아 시대 귀족원(영국 상원)에 관한 연구를 비롯해 여러 저서를 남겼다. 한편으로 강력한 유럽연합파이자 브렉시트에 반대하는 목소리를 내고 있으며, 2016년 브렉시트 국민투표 이후로는 2차 국민투표 실시를 주장하는 대표적인 운동가로 활동중이다. 2020년 3월에는 영국의 EU 재가입과 유로화 도입을 다시 주장하며 "다음 번엔 반반씩 갈릴 수가 없다"는 트윗을 남기기도 했다.